# Georges Boucheseiche
Pour les articles homonymes, voir Boucheseiche.
Georges Boucheseiche, né le 6 mars 1914 à Lunéville, et mort entre 1972 et 1974 au Maroc, est un malfaiteur français dont les activités débutèrent dans les années 1930. Incarcéré à plusieurs reprises, il est bien connu des services de police. Après la victoire allemande et le début de l'Occupation, l'inspecteur de police Pierre Bonny le tire de prison pour en faire un agent de la Gestapo française. 
Après la libération de Paris, il fait partie du gang des Tractions Avant de Pierre Loutrel dit Pierrot le Fou. Il exerce ensuite ses activités dans le domaine du racket et du proxénétisme hôtelier, en France et au Maroc. La rumeur veut qu'il ait été recruté par le Service de documentation extérieure et de contre-espionnage (SDECE), le service de renseignements français, pour certaines missions spéciales. Impliqué dans l'affaire Ben Barka, il s'exile au Maroc où il est supposé être mort entre 1972 et 1974, sans indication sur les circonstances.

## Biographie

### De la Carlingue au Gang des Tractions Avant
Georges Boucheseiche est marginalement associé pendant l'Occupation à la Gestapo française (ou Carlingue), officine locale de la Gestapo allemande, dirigée par un ancien truand, Henri Lafont, et un policier révoqué, Pierre Bonny, dont le siège se trouve rue Lauriston à Paris, non loin de l'Arc de Triomphe. Dans l'immédiat après-guerre, il rejoint le fameux Gang des Tractions Avant de Pierre Loutrel dit Pierrot le fou, avec notamment Jo Attia et Abel Danos.
Il prend part notamment à l'attaque du fourgon du Crédit lyonnais le 7 février 1946 avenue Parmentier à Paris, puis à celle d'une camionnette des PTT trois jours plus tard gare de Lyon. Le gang des tractions avant commettra une série importante de hold-up pendant l'année 1946. Lors du siège par la police de l'auberge à Champigny-sur-Marne où se trouvent la plupart des membres du gang, il échappe à l'arrestation en s'immergeant au fond d'un puits et en respirant avec une paille.
Le 5 novembre 1946, en compagnie de Jo Attia et Abel Danos, il sert de chauffeur à Pierrot le fou lors de l'attaque à main armée du bijoutier Sarafian (parfois orthographié Sarrafian) au 59 avenue Kléber. L'agression tourne mal et Pierrot le fou abat le bijoutier avant de se blesser grièvement au bas-ventre en rengainant son arme. Attia et Boucheseiche le font soigner par un médecin, puis le conduisent à la clinique Diderot, avenue Daumesnil où il est hospitalisé sous un faux nom. Comme son état ne s'améliore pas, Boucheseiche, Attia et Abel Danos enlèvent Loutrel de la clinique dans laquelle il est en train d'agoniser. Ils l'enterreront sur une île de la Seine en face de Limay, près de Porcheville. Dans cette affaire, Boucheseiche sera condamné à un an de prison pour recel de cadavre.
Boucheseiche est également soupçonné d'avoir assassiné Marinette (Amilie) Chadefaux, la maîtresse de Pierre Loutrel. Celle-ci le rendait responsable (ainsi que Jo Attia), de la mort de son amant et menaçait de les dénoncer.

### Grand banditisme
Il est ensuite condamné à sept ans de travaux forcés pour avoir dévalisé un diamantaire sous l'Occupation. À sa sortie de prison, il rejoint une bande de racketteurs dite « bande des Trois Canards » du nom d'un bar situé 48 rue de La Rochefoucauld près de Pigalle. Dirigée par Marius Bertella, Gaëtan Alboréo et Eugène Matrone, la bande s'en prend à des proxénètes et des patrons de bar et d'hôtel.
Boucheseiche est fiché par la police comme caïd et joue parallèlement le rôle de « juge de paix » dans le milieu. Dans les années 1950-1960, il se reconvertit dans une forme particulière d'hôtellerie, avec des intérêts dans des hôtels de passe et des maisons closes à Paris et au Maroc.

### Liens avec le SDECE
Georges Boucheseiche est réputé avoir fait partie de ces truands recrutés en secret par le SDECE pour certaines missions au Maroc et en Algérie lors de la décolonisation. Nombre de policiers de la DST et d'agents du SDECE étaient en effet hostiles au retournement du général de Gaulle au sujet de l'Algérie et ne cachaient pas leur sympathie pour l'Algérie française. Le recours à des truands chevronnés pouvait constituer une solution parallèle efficace, notamment contre l'OAS.
Boucheseiche aurait été l'un des hommes qui procédèrent à l'enlèvement, en Allemagne le 25 février 1963, du colonel Antoine Argoud. Celui-ci le reconnaît (ou croit le reconnaître) lorsque sa photo apparaît dans la presse lors de l'affaire Ben Barka en 1965. L'affirmation d'Argoud est attestée par Jo Attia, qui lui aussi avait été reconnu par Argoud alors qu'il se trouvait au même moment en prison. En revanche, Pierre Lemarchand, qui est l'un des coordinateurs de la lutte anti-OAS par les « barbouzes », considère cette hypothèse comme « tirée par les cheveux » et pense que l'enlèvement d'Argoud a été organisé par la Sécurité militaire et la gendarmerie. Cette opinion est partagée par l'historien Jacques Delarue, qui explique que l'erreur est liée à la ressemblance avec Boucheseiche d'un des officiers ayant participé à l'enlèvement. Pierre Messmer, ministre des Armées à l'époque, confirmera avoir lui-même ordonné l'enlèvement à la Sécurité militaire, dirigée par le général Feuvrier.

### L'affaire Ben Barka
C'est avec l'affaire Ben Barka que Boucheseiche est connu par le grand public. C'est en effet dans sa villa de Fontenay-le-Vicomte que le leader marocain est conduit le 29 octobre 1965 par les policiers Souchon et Voitot qui l'ont interpellé devant la brasserie Lipp. Boucheseiche a pris l'avion pour Casablanca le 1er novembre 1965, le surlendemain de la disparition de Ben Barka. Au procès qui a lieu en 1966, il est condamné par contumace à la réclusion à perpétuité. Il serait mort au Maroc entre 1972 et 1974.
Dans le film L'Attentat d'Yves Boisset sorti en 1972, inspiré des faits tels qu'ils ont été reconstitués lors de la procédure judiciaire, le rôle de Boucheseiche (Acconetti) est joué par Daniel Ivernel, tandis que son commanditaire Me Lemarchand (Lempereur) est incarné par Michel Bouquet.